# Guido Petter
Guido Petter (Luino, 20 aprile 1927 – Dolo, 24 maggio 2011) è stato uno psicologo e scrittore italiano.

## Biografia
Già partigiano in Val d'Ossola durante la Seconda guerra mondiale, divenne maestro elementare alla fine della guerra. Conseguì quindi la laurea presso la Facoltà di Lettere e Filosofia all'Università Statale di Milano nel 1952, discutendo la tesi con lo psicoanalista Cesare Musatti.  È attratta dalla psicologia infantile e dalla nuova scuola democratica italiana, fondata da ex partigiane e poi pedagoghe come Dina Rinaldi, Dina Bertoni Jovine, Ada Gobetti e Anna Maria Princigalli, di cui fu assistente presso il convitto rinascita di Novara che ospitava bambini orfani o vittime di guerra. 
Tra il 1956 e il 1958 è assistente di Gaetano Kanizsa all’Istituto di Psicologia dell’Università di Trieste, quindi libero docente nel 1959 e nel 1960 vincitore del concorso per docente di prima fascia. Dal 1963 è infine ordinario di Psicologia dell’Età evolutiva all’Università di Padova, presso la Facoltà di Magistero, Corso di Laurea in Pedagogia. Partecipa nel 1971  all'istituzione - sempre in seno alla Facoltà di Magistero - del corso di Laurea in Psicologia (il primo in Italia assieme a quello di Roma), di cui è Preside dal 1977 al 1985, divenendo nel frattempo professore ordinario prima ed emerito poi, sempre nei ruoli di quella che sarebbe divenuta, dal 1992, la nuova Facoltà di Psicologia.
Ha scritto diversi volumi di racconti per bambini, e libri di memorie sui suoi trascorsi nella Resistenza. Ha curato, negli anni '70, per conto della casa editrice Giunti Marzocco, la collana di divulgazione scientifica "Orsa Maggiore".
Ha curato la traduzione e diffusione del pensiero di Jean Piaget in Italia, ed ha compiuto numerose ricerche su temi dello sviluppo cognitivo, del linguaggio, della psicologia dell'adolescenza, della genitorialità e della psicologia dell'educazione.
In particolare, assieme ai suoi collaboratori ha articolato i primi progetti di ricerca italiani sull'epistemologia genetica e sullo sviluppo concettuale nell'infanzia; progetti da cui sono derivate, negli ultimi decenni, molte rilevanti linee di ricerca della psicologia dello sviluppo.
Maestro di molte generazioni di psicologi italiani, ha contribuito significativamente alla diffusione di una cultura psicologica nelle scuole e tra gli insegnanti, pubblicando numerosi volumi scientifici e divulgativi di psicologia e psicopedagogia.
Oppostosi con rigore alle violenze degli esponenti padovani di Autonomia Operaia all'interno della Facoltà di Magistero, il 14 marzo 1979 fu vittima di una brutale aggressione sotto casa.
Alle elezioni politiche del 1994 è stato candidato dai Progressisti nel collegio uninominale di Padova-Selvazzano Dentro, ottenendo il 27,53%, ma venendo sconfitto da Emma Bonino del Polo delle Libertà (39,50%), non fu quindi eletto.
Nel dicembre 2005 fu insignito della Medaglia d'Oro del Presidente della Repubblica per i Benemeriti della cultura e dell'arte. Precedentemente, nel 2003 l'Università di Cagliari gli aveva conferito la laurea honoris causa in Scienze della Formazione primaria.
Il 19 maggio 2011, durante un incontro pubblico a Spinea, è stato colpito da un improvviso malore. Subito ricoverato, è morto il 24 maggio dello stesso anno.

## Pubblicazioni
- Io, noi e gli altri. Per il 2° ciclo, Fabbri editore
- Come quando perché, Giunti editore
- La catena dei perché, Giunti editore
- Lo sviluppo mentale nelle ricerche di Jean Piaget, Giunti editore 1960
- Le torri del tesoro, Mursia scuola
- Ragazzi di una banda senza nome. Per la Scuola media, Giunti editore 1981
- Le rondini di nonno Perché, Giunti editore, 1984,
- Psicologia e scuola primaria, Giunti editore, 1987
- Suggerimenti a Come un'avventura [vol 1], Giunti-Marzocco, 1988
- Suggerimenti a Come un'avventura [vol 2], Giunti-Marzocco, 1988
- Dall'infanzia alla preadolescenza, Giunti editore, 1989
- Problemi psicologici della preadolescenza e dell'adolescenza, La nuova Italia, 1990
- Le torri del tesoro, Gruppo editoriale Mursia, 1991
- Sempione '45. Il salvataggio della galleria, Loescher, 1991; nuova edizione aggiornata, Interlinea edizioni 2006
- Nel prato di nonno Perché, Giunti editore, 1991
- La preparazione psicologica degli insegnanti, La nuova Italia, 1992
- Il mestiere di genitore, Rizzoli editore, 1992
- Fantasia e razionalità nell'età evolutiva, La nuova Italia, 1993
- I giorni dell'ombra, Garzanti libri, 1993
- Ci chiamavano banditi, Giunti editore, 1995
- La tesi di laurea in psicologia. Dalla progettazione alla discussione, Giunti editore, 1995
- Il bambino impara a pensare. Introduzione alla ricerca sullo sviluppo cognitivo, Giunti editore, 1996
- La valigetta delle sorprese. Saggio sulla motivazione ad apprendere, La nuova Italia, 1997
- Psicologia e scuola dell'infanzia. Il bambino fra i tre e i sei anni e il suo ambiente educativo, Giunti editore, 1997
- Una banda senza nome, Giunti editore, 1997
- Lavorare insieme nella scuola. Aspetti psicologici della collaborazione fra insegnanti, La nuova Italia, 1998
- Nel rifugio segreto, Giunti editore, 1998
- Nonno Perché e i segreti della natura, Giunti editore, 1999
- Psicologia e scuola di base. Aspetti psicologici dell'insegnamento primario, Giunti editore, 1999
- Psicologia e scuola dell'adolescente, Giunti editore, 1999
- Nonno Perché e i segreti della natura. Per la Scuola elementare, Giunti editore, 2000
- Una magica estate, Gruppo editoriale Mursia, 2000
- La barca dei desideri, Gruppo editoriale Mursia, 2002
- La mente efficiente, Giunti editore, 2002
- L'adolescente impara a ragionare e a decidere. Introduzione allo studio del pensiero formale e delle condizioni in cui si formano le decisioni, Giunti editore, 2002
- Ragionare e narrare. Psicologia e insegnamento della storia, La nuova Italia, 2002
- Lo psicologo nella scuola. Ciò che fa, ciò che potrebbe fare, Giunti editore, 2004
- L'inverno della grande neve. Un giovane nell'Europa del dopoguerra, Gruppo editoriale Mursia, 2004
- Adolescenti particolari. Analisi psicologica del diario di un adolescente impegnato, Centro studi Erickson, 2005
- Sempione '45. Il salvataggio della galleria, Interlinea, 2006
- Io e gli altri. Identità, relazioni, valori, Centro studi Erickson, 2007
- Conversazioni psicologiche con gli insegnanti voll.2, I e II ciclo, G. Barbera editore 1968
- La prima stella. Valgrande '44, con una nota di Mauro Begozzi, Interlinea edizioni 2011